# Tlalpane
Tlalpane är en ort i Mexiko.   Den ligger i kommunen Huautla och delstaten Hidalgo, i den sydöstra delen av landet, 190 km norr om huvudstaden Mexico City. Tlalpane ligger 367 meter över havet och antalet invånare är 137.
Terrängen runt Tlalpane är lite kuperad. Runt Tlalpane är det ganska tätbefolkat, med 96 invånare per kvadratkilometer. Närmaste större samhälle är Xochiatipan de Castillo, 17,8 km söder om Tlalpane. Omgivningarna runt Tlalpane är en mosaik av jordbruksmark och naturlig växtlighet.